# Канши (Кальвадос)
Канши́ (фр. Canchy) — коммуна во Франции, находится в регионе Нижняя Нормандия. Департамент коммуны — Кальвадос. Входит в состав кантона Изиньи-сюр-Мер. Округ коммуны — Байё.
Код INSEE коммуны — 14132.

## Население
Население коммуны на 2010 год составляло 219 человек.
| 1962 | 1968 | 1975 | 1982 | 1990 | 1999 | 2010 |
| ---- | ---- | ---- | ---- | ---- | ---- | ---- |
| 253  | 243  | 196  | 172  | 175  | 185  | 219  |

## Экономика
В 2010 году среди 136 человек трудоспособного возраста (15—64 лет) 88 были экономически активными, 48 — неактивными (показатель активности — 64,7 %, в 1999 году было 67,3 %). Из 88 активных жителей работали 84 человека (48 мужчин и 36 женщин), безработных было 4 (1 мужчина и 3 женщины). Среди 48 неактивных 17 человек были учениками или студентами, 14 — пенсионерами, 17 были неактивными по другим причинам.